# ULYSSES (アルバム)
『ULYSSES』（ユリシーズ）は、日本の女性歌手、島みやえい子の通算4作目のミニアルバムで、メジャー1作目のミニアルバムである。この作品でメジャーデビューを飾った。
5曲目「VANILLA」は初回限定盤にのみ収録。品番は初回限定盤・通常盤共にGNCA-7023。

## チャート成績
初週2,591枚を売り上げ、2005年3月28日付オリコン週間アルバムランキングで初登場87位を獲得。チャート登場回数は1回。

## 収録曲
1. Introduction
  - 作曲・編曲：高瀬一矢
2. ULYSSES
  - 作詞・作曲：島みやえい子、編曲：高瀬一矢
3. スカラベの祈り
  - 作詞・作曲：島みやえい子、編曲：中沢伴行
4. Mosquito
  - 作詞・作曲：島みやえい子、編曲：中坪淳彦
5. VANILLA
  - 作詞・作曲：島みやえい子、編曲：高瀬一矢
6. 愛の歌
  - 作詞・作曲：島みやえい子、編曲：SORMA
7. Spiral wind
  - 作詞・作曲：島みやえい子、編曲：高瀬一矢
8. 宇宙の花
  - 作詞・作曲：島みやえい子、編曲：京田誠一・賈鵬芳
9. LOVER
  - 作詞・作曲：島みやえい子、編曲：中沢伴行